# Vue de Volterra
Vue de Volterra ou Cavalier gravissant une montée rocheuse est une peinture à l'huile sur toile de 1838 de Jean-Baptiste Camille Corot. 
Issu de la Putnam Foundation, le tableau est conservé au  Timken Museum of Art en Californie.

## Histoire
Corot s'est rendu en Italie pour la deuxième fois en 1834 et a passé un mois à Volterra, une ville au sud-ouest de Florence. Il réalise au moins cinq croquis à l'huile de la ville lors de ce séjour ; de retour dans son atelier à Paris, il a utilisé ces esquisses pour créer deux grandes peintures de Volterra. Ce tableau actuel n'est pas une vue de la ville, il met l'accent sur la lumière et la campagne environnante.